# Apertura semiabierta
|       |       |       |       |       |       |       |       |       |  |
|       | a8 rd | b8 nd | c8 bd | d8 qd | e8 kd | f8 bd | g8 nd | h8 rd |  |
| a7 pd | b7 pd | c7 pd | d7 pd | e7 pd | f7 pd | g7 pd | h7 pd |       |  |
| a6    | b6    | c6    | d6    | e6    | f6    | g6    | h6    |       |  |
| a5    | b5    | c5    | d5    | e5    | f5    | g5    | h5    |       |  |
| a4    | b4    | c4    | d4    | e4 pl | f4    | g4    | h4    |       |  |
| a3    | b3    | c3    | d3    | e3    | f3    | g3    | h3    |       |  |
| a2 pl | b2 pl | c2 pl | d2 pl | e2    | f2 pl | g2 pl | h2 pl |       |  |
| a1 rl | b1 nl | c1 bl | d1 ql | e1 kl | f1 bl | g1 nl | h1 rl |       |  |
|       |       |       |       |       |       |       |       |       |  |

Se llaman aperturas semiabiertas aquellas en las que jugador blanco avanza dos posiciones el peón de su rey y las negras contestan con un movimiento distinto de 1. e5.
1.e4 no se responde con: 1. e5
- Defensa Siciliana
- Defensa Francesa
- Defensa Caro-Kann
- Defensa Alekhine
- Defensa Pirc
- Defensa Escandinava
- Defensa Nímzovitch
- Defensa Robatsch o Defensa Ufimsev
- Apertura de peón de rey